# Radovan Ivšić
Radovan Ivšić, född 22 juni 1921 i Zagreb i Kungariket Jugoslavien, död 25 december 2009 i Paris, var en kroatisk-fransk dramatiker och poet, förknippad med den franskspråkiga surrealismens andra generation.
Hans syn på poesi och teater var oförenlig med först den rådande fascismens och därefter den rådande titoismens syn. Därav tvingades han, praktiskt taget, till såväl inre som yttre exil. Ivšić kunde inte verka fullt ut i Kroatien under åren 1942–1974.
Inga av hans pjäser har spelats i Sverige (2021), men tre av hans dikter är översatta till svenska och utgivna i antologin Själens rötter (2001). 

## Biografi

### Privatliv
Ivšić var son till språkforskaren Stjepan Ivšić (1884–1962) och gift en andra gång i över 40 år med författaren Annie Le Brun (född 1942). 

### Družine mladih, en oberoende teatergrupp (1939–1948)
En sommarkväll 1938 såg den 17-årige Radovan Ivšić Sofokles drama Antigone. Detta  i en utomhusföreställning av Comédie-Française på romerska teatern i Orange, under de årliga sommarfestspelen kallade les chorégies, (som på den tiden innehöll såväl teaterföreställningar som musikframträdanden). Han fick en uppfattning om teaterns möjligheter, med poesi som en väsentlig del och där spänningen skapas av växelspelet mellan en ensam människas röst och en kollektiv kör. Det stod plötsligt klart för honom, att poesi inte kan reduceras till en lek med ord. Förutom att vara ett eko av andens olydnad mot sakernas tillstånd – Ivšićs omskrivning av tragedins "hybris" –, tog den också kroppen i anspråk, liksom rummet eller scenutrymmet, färgerna, formerna, och var på ett väsentligt och konkret sätt kopplad till den mänskliga frihetens öde.
För Ivšić blev teaterns poesi ett "kroppens brev", som gör bruk av "lika mycket ord som röst och rörelse". Poesin uppstår i "mötet mellan den individuella rösten och kollektivets" och den enskilda rösten uppfattar poesin som ett eko av den kollektiva rösten. Året innan hade han blivit medlem i en teatergrupp vid Franska Institutet i Zagreb. Ur denna ensemble bildade han 1939 – tillsammans med regissören Vlado Habunek och några andra en yngre – en fri teatergrupp kallad Družine mladih. Denna var  verksam i nio år, fram till 1948, och för den skrev Ivšić åtta egna verk, om man räknar in dikten Narcis och dockteatern om Snövit, Snjeguljica i medvjedići. Den omtalade kollektiva rösten blev denna ensemble, men  också en publik eller "samhället" i övrigt och "världen". 
Vid andra världskrigets utbrott hade Radovan Ivšić läroverket bakom sig, där han varit humanistiskt inriktad, med studier i klassiska språk. Ivšić hade läst matematik och fysik vid Université Grenoble-Alpes ett par terminer, och var nu tillbaka i Zagreb. Han hade läst äldre, jugoslaviska surrealister, tillsammans med verk av Rimbaud, Lautréamont och Breton.  År 1940 skrev han den aforistiska diktsamlingen Trideset i šest njezinih čuda i Pierre Reverdys efterföljd, men den trycktes först 1974 i samlingsvolymen Crno.

#### Narcis, en konfiskerad dikt
Dikten Narcis är en ovanlig dikt av flera skäl. Den är det första exemplet på visuell poesi i Kroatien. Denna långa, dynamiska "kördikt" från hösten 1942 var också tänkt att framföras på scen av en kör i den antika tragedins mening. Den blev dessutom censurerad på regeringsnivå och den unge, debuterande författaren fick ett skriftligt besked om yrkesförbud.
Narcis är skriven i den modernistiska anda som utgår från Mallarmés symbolistiska dikt Ett tärningskast och skulle kunna läsas som ett fragmenterat, modernt epos. Detta behandlar den grekiska myten om Narkissos och ger denna en tydlig drömkaraktär, där inte bara Echo är en levandegjord, förmänskligad gestalt utan även Vattnet blir antropomorfiskt. 
Framförandet av Narcis, denna korska pjesma, det vill säga dikt för kör, eller för recitation av flera röster, begränsades till teatermannen Habuneks lägenhet sedan den förbjudits och nådde ingen större publik. Diktens typografi, dess visuella uttryck, kunde ha tjänat som ett slags partitur för skådespelarna. Enskilda röster, skiftande i volym, hade möjlighet att träda fram, ihop med gestaltande rörelser, och gå in i dialog med varandra, därefter förenas i körpartier och återigen skiljas åt. 
Dikten utgavs på eget förlag i 101 exemplar, och gav upphov till ett sådant kraftigt eko att upplagan konfiskerades. Detta gjordes av den nazitysk-italienska marionettregimen Ustašas polis, på direkt initiativ av presidenten själv, poglavnik Ante Pavelić, utan någon förklaring. En avvikelse från traditionella mönster, också inom diktkonsten, provocerade uppenbarligen den fascistiske riksföreståndarens smak. Narcis var nämligen den första kroatiska dikt som radikalt ifrågasatte det poetiska språkets konventioner.
Den publicerades nästa gång efter 32 år i den poetiska samlingsvolymen Crno (1974), och kallades då för ett "mästerverk inom den modernistiska poesin i Kroatien". I en nekrolog efter Ivšićs bortgång i slutet av 2009 berättade redaktionen för kulturtidskriften Moderna vremena att man vid ett möte med honom i mitten av 1990-talet hade äran och glädjen att överräcka ett sällsynt och välbevarat exemplar av Narcis från 1942, vilket hade undkommit makuleringen av upplagan och återfunnits antikvariskt.

#### Kralj Gordogan, poetisk teater med spelförbud
Trots yrkesförbud fortsatte Ivšić att skriva. De närmaste åren, före krigsslutet, färdigställde han ytterligare fem arbeten för teatern. I Kralj Gordogan (1943) skulle hans idé om den poetiska teatern nå sin höjdpunkt, enligt en sentida, kroatisk bedömare. Detta blodiga drama i fem akter, vilket blivit hans mest kända, kan ses som en sammanfattning av den traumatiska upplevelsen av att bli fråntagen något så viktigt som en tryckt bok eller tryckfrihet (yttrandefrihet, konstnärlig frihet). Pjäsen behandlar inte bokstavligen  konfiskeringen av en bok eller förhindrandet av en scenframställning, men väl en envåldshärskares "skogstokiga" despotism, där kung Gordogan, efter att ha tagit livet av alla, drar till skogs för att tillintetgöra träd efter träd och allt som ännu lever där. Pjäsen väcker liv i frågan om makt, skrev Annie Le Brun efter en omläsning 1998. Hon ville se en likhet mellan tankeinnehållet i Étienne de La Boéties Avhandling om frivillig träldom från 1549 och det som gestaltas i Kralj Gordogan. Hon skrev: "Vi ser verkligen hur Gordogans makt får näring av den makt som hans undersåtar är villiga att ge honom."
En nutida, kroatisk lexikograf utnämnde pjäsen till "den första farsen inom modern kroatisk dramatik". Den har även karaktäriserats som den verbala aggressionens teaterkonst, där en lekfull surrealism ingår förening med en elisabetansk teatertradition och där ett grymt, medeltida sagoberättande blandas med japansk no-teater. Hursomhelst skulle den förbli ospelad också under den efterföljande Tito-ledda regeringen ända fram till 1979. Stycket hade då haft sin urpremiär som radioteater i Frankrike över 20 år innan (1956) och dess första publicering hade också ägt rum där redan 1968. I Kroatien trycktes det första gången i samlingsvolymen Teatar 1978.

#### Avskedad från en förstatligad teater
Den teatergrupp som Radovan Ivšić ännu tillhörde efter "befrielsen" 1945, framförde dock ett par andra av hans icke-naturalistiska dramer, Sunčani grad och Vodnik pobjednik samma år som krigsslutet. Därefter fortsatte gruppen Družine mladih att framgångsrikt arbeta med dockteater, något som idémässigt hade påbörjats med skuggspelet Vane redan 1943. Efter några år hade den utvecklats till en allmän angelägenhet som fick namnet Zagrebs nationella dockteater. Ivšić, som hade varit allt från chef till regissör och författare, avskedades emellertid av den nybildade förbundsrepublikens utbildningsdepartement i samband med namnbytet 1948. Den omedelbara närheten till scenen som plats för honom som författare försvann och kom aldrig igen. Det dröjde åtta år innan han skrev en ny pjäs och det gjordes i ett annat land, på ett annat språk.

### Inre exil och yttre, åren 1948–1956
Ivšić försörjde sig bland annat som korrekturläsare åt ett bokförlag och som översättare av skönlitteratur. Enstaka dikter, recensioner, essäer och översättningar trycktes i jugoslaviska tidningar och tidskrifter. Han fann sig emellertid inte tillrätta i den likriktning av kulturlivet som pågick, där de intellektuella, författare och teaterfolk blev alltmer eniga om en ideologiskt (stalinistiskt) förankrad estetik kallad socialistisk realism.

#### Snjeguljica, författarens enda bok
Ett versdrama av honom, för barn, Snjeguljica i medvjedići, om Snövits äventyr (utan  dvärgar) med nallebjörnarna, vilket hade framförts av marionetteatern 1948, kom dock ut i tryck 1950. Denna poetiska parafras av bröderna Grimms välkända, medeltida folksaga var det enda verk av Radovan Ivšić som var allmänt tillgängligt på kroatiska fram till 1974. Det utelämnades senare ur de samlingsvolymer som Ivšić utgav av sina teaterverk, det återfinns inte heller bland hans samlade poesi.

#### Tanke, en underjordisk diktsamling
År 1953 blev han klar med en fil kand-examen i franska och italienska vid Zagrebs universitet. Året därpå emigrerade han från Folkrepubliken Kroatien, men strax före sin avresa gav han ut diktsamlingen Tanke, på eget förlag, som en form av samizdat. Denna bok med dikter från åren 1940–1954 trycktes i 1000 exemplar på papper som blivit över efter tryckningen av andra böcker och salufördes inte i bokhandeln. Titeln betyder "tunn" på kroatiska men antyder också något annat. Samlingen är nämligen formellt inspirerad av den japanska diktformen tanka och består av 58 "korta sånger" (kort sång är betydelsen av tanka), en diktform begränsad till fem rader, med schemat 5-7-5-7-7 stavelser i varje rad. Varje tanka var placerad längst ner i yttre hörnet av varje sida. Tio av dessa dikter hade tonsatts redan två år innan av landsmannen Ivo Malec (1925–2019). Han hade känt Ivšić sedan 1944 och fått samlingen i manusform. Radovanove pjesme som stycket heter, är ett cykliskt sammanhållet verk som tonsättaren själv mot slutet av sitt liv såg som sitt första självständiga arbete. Det skrevs för sopran (tenor) och piano, och trycktes i Zagreb med kroatisk text i fransk översättning tre år senare, 1955.

#### Aquarium, en pjäs på franska
Ivšić bosatte sig i Frankrikes huvudstad Paris. Där bodde han under återstoden av sitt liv, i över ett halvsekel, och skrev nästan uteslutande på franska. Ett par år efter flytten skrev han med en blandning av svart humor och poesi pjäsen Aquarium – med undertiteln "aggressiv mardröm utan handling och utan slut" – vilken byggde på en nattlig, klaustrofobisk dröm han haft i Zagreb innan han gav sig av och som han snabbt skrev ner under rubriken "Får vi lov att drömma?" Pjäsen publicerades först ett par decennier senare i den kroatiska samlingsvolymen Teatar (1978), vilken innehöll alla dramatikerns dittills skrivna men otryckta och ospelade verk för teatern. En yngre publik hade då sedan några år tillbaka börjat upptäcka poeten Radovan Ivšić i Kroatien. Pjäsen Aquarium hade därefter sin urpremiär som Akvarij på en studentteater i Zagreb 1982, och sattes året efter upp både i Belgrad och Banja Luka. Den gjordes även för såväl fransk som kroatisk radioteater 1986 och 1987. Pjäsen utspelar sig i ett obestämt koncentrationsläger med en journalist i huvudrollen, ditkommen för att göra ett reportage om platsen som antas ha fått oförtjänt dåligt rykte. Sakta men säkert fråntas han dock sin identitet och blir själv en del av lägret. Inför en fransk uppsättning – som skuggteater – i Lyon 2014 presenterades Aquarium ungefär så här: Pjäsen gestaltar såväl fångenskapen i ett koncentrationsläger, i dess ursprungliga mening, som olika former av "läger" i överförd mening, organiserade av militära och politiska hierarkier med hjälp av demagogi och förtryck av individen.

### Surrealisten Ivšić
Det skulle dröja över tjugofem år innan Radovan Ivšić skrev något nytt för teaterscenen igen, men den i hemlandet ospelade pjäsen Kralj Gordogan blev inspelad av den franska radioteatern och sändes på chaîne nationale den 18 april 1956 som Le roi Gordogane i regi av Alain Trutat (1922–2006) och med specialskriven musik för flera instrument av Ivo Malec. Detta var pjäsens urpremiär och därför betecknades denna dag av André Breton, tillsammans med Jean Schuster (1929–1995), som extra minnesvärd inom det som kallades för "de surrealistiska efemeriderna". I bokform utkom Le roi Gordogane första gången 1968 på bokförlaget Éditions surréalistes i Paris, överförd till franska av författaren själv, med en inledning av Philippe Audoin (1924–1985) och med en torrnålsgravyr och sex collages som illustrationer av Toyen. 1969 ägde skådespelets sceniska urpremiär rum vid slottsruinen La Coste, och den franske tonsättaren Henry Barraud (1900–1997) komponerade en kammaropera i tre akter med libretto efter pjäsen 1974. Denna hade premiär på Grand Théâtre de Bordeaux i Bordeaux 1 juni 1978.

#### Samarbeten med Toyen och andra
1967 inledde poeten Radovan Ivšić ett samarbete med bildkonstnären Toyen, genom att ge ord åt tolv erotiskt sinnade torrnålsgravyrer som hon kallade Débris de rêve, till boken Le Puits dans la tour, "dessa magnifika och glödande sidor" som en kritiker i Le Monde skrev i sin nekrolog efter Ivšićs bortgång. Ett liknande samarbete gjordes 1973 utifrån en serie med tolv teckningar kallad Tir, som Toyen hade gjort redan 1939–1940, då hon just hade påbörjat en flera år lång, "inre exil" i det nazityska protektoratets Prag. Nutida, kroatiska bedömare som Božo Kovačević och Željko Ivanjek använder samma uttryck ("inre exil" eller påtvingad tystnad) om Radovan Ivšićs yrkes- och livssituation i över ett decennium, åren 1942–1954. Toyen anförtrodde även Ivšić 13 tidigare opublicerade negativ till fotografier som en gång hade tagits av hennes bortgångne, tjeckiske konstnärskollega Jindřich Štyrský. För att hedra hundraårsminnet av Štyrskýs födelse utgav Radovan Ivšić 1999 dikter han skrivit till dessa fotografier i en exklusiv bok kallad Reprises de vue. Boken tillägnades den då sedan länge bortgångna Toyen och utgavs i enbart 24 exemplar på ett förlag i Prag. Ivšić publicerade för övrigt en monografi om Toyens bildvärld 1974 (Ragnar von Holten refererar till den i sin bok över samma ämne 1984), medan Toyen gjorde utkast till ansiktsmasker åt karaktärerna i Le roi Gordogane inför en planerad ny uppsättning 1976.
Toyen och Ivšić medverkade också båda till grundandet av förlaget Éditions Maintenant 1972, ihop med Georges Goldfayn, Annie Le Brun, Gérard Legrand (1927–1999) och Pierre Peuchmaurd (1948–2009). Detta som en följd av det vakuum som uppstått efter surrealismens upplösning som grupp i slutet av 1969. Tillsammans publicerade de 1973 den kollektiva texten Le 17 Mars, åtföljd av en feuilleton théorique, en teoretisk följetong i nio kapitel med titeln Il faut tenir compte de la distance (1973–1976).

#### Individ och kollektiv
Som poet är Ivšić företrädd i den franska antologin över "den surrealistiska poesin", La poésie surréaliste (1964) med dikten Météores, skriven direkt på franska och ursprungligen tryckt i La Boîte alerte, Marcel Duchamps katalog till Exposition inteRnatiOnale du Surréalism, den VIII internationella surrealistutställningen i Paris 1959, på temat "erotik". Vid samma utställning svarade Ivšić för en uppseendeväckande ljudinstallation som fyllde hela galleriet och återgav mumlande andetag, suckar och stön från ett par som älskade. 1960 utkom dikten Mavena på Éditions surréalistes med en inledande färglitografi av Joan Miró. Själva dikten trycktes handskriven som ett brev på fjorton röda blad och slutade med frågan: Qui est-elle?. Denna 36 meningar långa dikt tonsattes för övrigt redan 1956 av Ivo Malec, Mavena pour bande magnétique, samma år som han gjorde musiken till radiobearbetningen av Le roi Gordogane. I februari 1961 uteslöts Radovan Ivšić skriftligen ur det kroatiska författarförbundet.
Åren 1954–1969 medverkade Radovan Ivšić konsekvent i alla surrealistiska aktiviteter som förekom. Han bidrog även till surrealisttidskrifterna Le Surréalisme même, Bief, La Brèche och L'Archibras. Under 1970-talet var han verksam som lexikograf åt det encyklopediska, franska bokförlaget Larousse.

### Ekot av en tystad författare
1974 publicerades, egentligen för första gången, en volym med Ivšićs poesi i den jugoslaviska delrepubliken SR Kroatien, nämligen Crno, en samling av hans tidiga poesi, kompletterad med dikter han ursprungligen skrivit på franska, i urval av Zvonimir Mrkonjić som också svarade för ett samtal med författaren. Ivšić var vid denna tid fortfarande oaccepterad som medlem av det kroatiska författarbundet, men bemöttes här som en självklar och oundgänglig del av kroatisk litteratur från början av 1940-talet och framåt.
Som en referens till Ivšićs tidiga drama Kralj Gordogan döptes i slutet av 1970-talet en nystartad kulturtidskrift i födelsestaden Zagreb till Gordogan, en tidskrift som har varit livaktig långt in på 2000-talet. I första numret från februari 1979 trycktes ett samtal med Radovan Ivšić, där denne bland annat såg en farlig likhet mellan tämjandet och ödeläggandet av vild natur (kung Gordogans antropocena handlande) och tämjandet av människors personliga språk. "Poesi är framför allt desertering", hävdade poeten metaforiskt i samma intervju.
Urpremiären av Aiaxaia ili Moći reći den 30 oktober 1983 på Nationalteatern, i regi av Vlado Habunek, innebar också en återkomst till teatern för poeten och pjäsförfattaren dryga tjugofem år efter Aquarium. Detta var en följd av reaktionerna på Habuneks uppsättning av Kralj Gordogan, som sent omsider, efter 36 år, hade haft sin kroatiska teaterpremiär 1979, och på att regissören själv, den gamle kollegan från teatergruppen Družine mladih Vlado Habunek mer än en gång hade uppmuntrat Ivšić att skriva något nytt för teatern.
Sent i livet skrev Ivšić en monografisk text till en utställning med målningar, teckningar och grafik av Matija Skurjeni på Museet för naiv konst i Zagreb 2007.
Och som en sorts hyllning till Radovan Ivšić och det urskogsmotiv som fanns redan i Kralj Gordogan (1943) öppnade utställningen Nepokorena šuma i Radovan Ivšić på Museet för modern konst i Zagreb, 24 september 2015. Verk av 160 olika konstnärer ställdes ut för att spegla allt från skövlad skog till utrotningshotad fantasi. Bildkonstnärer som Joan Miró, André Masson, Max Ernst, Toyen,  Wifredo Lam och Félicien Rops blandades med sådana som Jindřich Heisler, Anna Zemánková (1908–1986), Matija Skurjeni (1898–1990) och Madge Gill (1882–1961). I samband med utställningen utgav det franska förlaget Gallimard tillsammans med museet Annie Le Bruns essä Radovan Ivšić et la forêt insoumise.  
Med hjälp av en överenskommelse mellan de franska och kroatiska kulturministerierna överlämnades författarens kvarlåtenskap av hans efterlevande Annie Le Brun till National- och universitetsbiblioteket 2019. Förutom ett stort antal egna manuskript och anteckningsböcker fick biblioteket hand om personliga tillhörigheter, grafiska blad, tidningsklipp, fotografier, affischer, tidskrifter, utställningskataloger och över 1000 exklusiva böcker från hans egen samling. Alltihop listades i detalj och digitaliserades.

#### Vidare arbeten för ett land
Till de verk Radovan Ivšić har översatt till kroatiska hör Don Juan av Molière, Männen kring Marianne av Pierre de Marivaux, Bekännelser av Jean-Jacques Rousseau, Pour Lucrèce av Jean Giraudoux, Döda utan gravar och Den respektfulla skökan av Jean-Paul Sartre, Stolarna av Eugène Ionesco och Jean Anouilhs bearbetning av Antigone. Han har även översatt Anton Tjeckov (från ryska), Prosper Mérimée, Maurice Maeterlinck, Guillaume Apollinaire, André Breton, Benjamin Péret och Aimé Césaire. Tillsammans med Dragutin Dumančić överförde han även Annie Le Bruns diktvolym Tout pres, les nomades till hemspråket 2006, där den fick namnet Sasvim blizu, nomadi.

### Internationellt uppmärksammande
Bortsett från uppmärksammandet av Ivšić i Frankrike översattes teaterstycket Kralj Gordogan till engelska som King Gordogan första gången 1993 och gavs samtidigt ut i samband med PEN-klubbens 59:e världskongress i det då belägrade Dubrovnik, medan det som kallas kroatiska självständighetskriget pågick för fullt. Stycket sattes senare upp i en bearbetad form av det amerikanska teatersällskapet Rorschach Theater Company i New York i februari 1997. New York Times kritiker D.J.R. Bruckner kallade pjäsen "ett ursinnigt intelligent, kvickt och underhållande stycke". Radovan Ivšićs franska dikt Mavena (1960) översattes av Mary Ann Caws till hennes omfattande antologi över 1900-talets franska poesi The Yale Anthology of Twentieth-Century French Poetry (2004). Dikten Météores (1959), en annan av Ivšićs franska dikter, blev översatt till spanska redan 1961 av poeten och bildkonstnären Aldo Pellegrini (1903–1973) i dennes omfattande, argentinska översättningsvolym av franskspråkiga surrealistpoeter, Antología de la poesía surrealista de lengua francesa. (Jean-Louis Bedouins franska antologi över samma ämne några år senare var tydligt påverkad av denna, om än något annorlunda.) Tre dikter av Ivšić är även översatta till svenska av Jon Milos i antologin Själens rötter (2001), men för övrigt är han inte alls representerad vid svenska bibliotek vare sig som poet eller dramatiker (2021).

## Uppsättningar
- 1942: Narcis, regi Vlado Habunek, Družine mladih, Zagreb
- 1945: Sunčani grad, regi Vlado Habunek, Družine mladih, Zagreb
- 1945: Vodnik pobjednik, regi Vlado Habunek, Družine mladih, Zagreb
- 1956: Le roi Gordogane, regi Alain Trutat, urpremiär 18 april, som radioteater på Chaîne nationale i Frankrike, med originalmusik av Ivo Malec
- 1969: Le roi Gordogane, scenisk urpremiär, La Coste
- 1979: Kralj Gordogan, regi Vlado Habunek, premiär 26 februari, Teatar &TD i Zagreb
- 1980: Vane, urpremiär, inte som skuggteater utan med skådespelare, studentteatern Lero i Dubrovnik
- 1981: Vodnik pobjednik, regi Mladen Merzel, Kazališta Daska, Sisak[65]
- 1982: Akvarij, urpremiär med teatergruppen Krugovi på studentteatern Ivan Goran Kovačić i Zagreb
- 1982: Daha, Dramska grupa studentskog esperantskog kluba ["Esperantoklubbens dramagrupp för studenter"], Zagreb[66]
- 1983: Aiaxaia ili Moći reći, regi Vlado Habunek, urpremiär 30 oktober, Kroatiska nationalteatern i Zagreb
- 1985: Kapetan Oliver, urpremiär 26 november, Gavella stadsdramateater i Zagreb
- 1997: King Gordogan, regi Allan Graubard, premiär 26 februari, Rorschach Theater Company, Ohio Theater i New York
- 2002: Akvarij, regi Mario Kovač och Ana Prolić, premiär 12 januari, Kroatiska nationalteatern i Rijeka
- 2005: Kralj Gordogan, Teatro VeRRdi, Zadar [67]
- 2006: Vané, som skuggteater, regi Clément Peretjatko, premiär 5 maj, teatersällskapet Collapse (Compagnie théâtrale indépendante) i samarbete med Théâtre du Hangar, Centre d'art et de recherche och Cie Jacques Bioulès, Maison d’Europe et d’Orient, Paris
- 2006: Capitaine Olivier, regi Claude Buchvald, Festival du Printemps des Poètes, Paris
- 2007: Pouvoir dire oui ou Aiaxaia, regi Jacques Bioulès, premiär 20 mars, Hangar Théâtre, Montpellier, Salle de spectacle
- 2008: Le roi Gordogane, regi Magali Serra, premiär i november, La Compagnie du Contre Pas i samarbete med Centre culturel Max Juclier i Villeneuve-la-Garenne[68]
- 2012: La Cité du Soleil (Sunčani grad), för skådespelarkör, regi Marc Sollogoub, premiär 9 september, Le Théâtre Ô, Festival Est-Ouest, Die.[69]
  - 2013: Teatergruppen Théâtre Ô turnerar med föreställningen La Cité du Soleil runt om i Cevennerna och Auvergne
- 2014: Aquarium, som skuggteater, regi Clément Peretjatko, premiär 17 maj, Cie Collapse, Lyon

### Kroatiska
- Trideset i šest njezinih čuda, poesi (1940), tryckt första gången i Crno (1974)
- Daha, drama (1941), tryckt första gången i Teatar (1978)
- Narcis, poesi, för recitation i kör (1942)
- Kralj Gordogan, drama (1943), Teatar (1978)
- Vane, för skuggteater (1943), Teatar (1978)[70]
- Sunčani grad, drama, för recitation i kör (1944), Teatar (1978)
- Kapetan Oliver, drama (1944), Teatar (1978)
- Vodnik pobjednik, drama (1944), Teatar (1978)
- Snjeguljica i medvjedići, versdrama för barn (Zagreb: Novo pokoljenje, 1950)
- Tanke, poesi 1940–1954 (Zagreb, 1954), publicerad första gången i Crno (1974)
- Crno, poesi 1940–1957 (Zagreb: Liber, 1974)
- Teatar, pjäser (Zagreb: CeKaDe, 1978)
- Bunar u kuli, en översättning av Le Puits dans la tour (Zagreb: Graficki Zavod Hrvatske, 1981)
- Aiaxaia ili Moći reći, drama (1982), tryckt första gången i Teatar (1998)
- Kad nema vjetra, pauci... (Tidskriften Gordogan #17-18, Zagreb, 1985)[71]
- U nepovrat, artiklar och intervjuer (Zagreb: Grafički zavod Hrvatske, 1990)
  - U nepovrat, opet : artiklar, intervjuer och dokument 1956-2002 (Zagreb : Matice Hrvatske, 2002)
- Teatar, samlade pjäser (Zagreb: NZMH, 1998)
- Crno i crno, dikter 1940–2002 (Zagreb: Matica hrvatska, 2003)
- Skurjeni, en monografi (Zagreb: Hrvatski musej naivne umhjetnosti, 2007)
- San na javi, valda verk (Zagreb: Ex Libris, 2016)

### Franska
- Aquarium, drama (1956), tryckt första gången som Akvarij i samlingsvolymen Teatar (1978), på franska första gången i Théâtre (2005)
- Mavena, poesi, med en litografi av Joan Miró (Paris: Éditions surréalistes, 1960); nyutgåva (Paris: Éditions Maintenant, bokserie "S", nr 1, 1972)
- Airia, drama, en översättning av Daha från 1941 (Paris: Jean-Jacques Pauvert, 1960)[72]
- Le Puits dans la tour. Débris de rêve, poesi, till bilder av Toyen (Paris: Les éditions surréalistes, 1967)
- Le Roi Gordogane, drama (Paris: Les éditions surréalistes, 1968)
- La Traversata delle Alpi. La Traversée des Alpes, tillsammans med Fabio De Sanctis och Annie Le Brun (Roma/Paris: Les éditions Maintenant, 1972)
- Le 17 Mars: texte collectif, suivi de Il faut tenir compte de la distance (feuilleton théorique), utgiven i sju volymer sammanlagt, i samarbete med Toyen, Georges Goldfayn, Annie Le Brun, Gérard Legrand och Pierre Peuchmaurd (Paris: Éditions Maintenant, bokserie "S", nr 8, 12, 13, 16, 19, 22, 24, 1973–1976)
- Les Grandes Ténèbres Du Tir, poesi, till bilder av Toyen (Paris: Éditions Maintenant, 1973)
- Autour ou dedans, poesi (Paris: Éditions Maintenant, bokserie "S", nr 15, 1974)
- Toyen, monografi (Paris: Editions Filipacchi, 1974)
- Objets d'identité, i samarbete med Adrien Dax, Georges Goldfayn, Georges Gronier, Annie Le Brun, Gérard Legrand, Fabio de Sanctis och Toyen (Paris: Éditions Maintenant, bokserie "S", nr 23, 1976)
- Quand il n'y a pas de vent, les araignées..., en översättning av Kad nema vjetra, pauci... (Contre-Moule, 1990)
- Reprises de vue, en tvåspråkig volym poesi på franska och tjeckiska till 13 originalfotografier av Jindřich Štyrský (Prag: Edice Strelec, 1999)
- Poèmes, samlade dikter med förord av Étienne-Alain Hubert (Paris: Gallimard, 2004)
- Théâtre, samlade teaterstycken med förord av Jean-Paul Goujon (Paris: Gallimard, 2005)
- Cascades, samlade artiklar och intervjuer (Paris: Gallimard, 2006)
- À tout rompre. Controverse, tankar om teatern, inledning av Annie Le Brun, förord av Olivier Neveux (Paris: Gallimard, 2011)
- Rappelez-vous cela, rappelez-vous bien tout, självbiografiska skisser (Paris: Gallimard, 2015)

### Engelska
- King Gordogan, en specialutgåva i samband med PEN-klubbens 59:e världskongress i det belägrade Dubrovnik, i översättning av Roger Cardinal, (Zagreb: Croatian P.E.N. centre : Most / The Bridge, 1993)[73]
  - En amerikansk nyutgåva i bearbetning av Allan Graubard; med Some pertinent thoughts... av  Allan Graubard, med An incitation to be av Annie Le Brun, med en författarpresentation av Zvonimir Mrkonjić och med några randanmärkningar av författaren (Zagreb: Croatian P.E.N. centre, 1997)[74]
- Mavena, i översättning från franska av Mary Ann Caws. Ingår i The Yale Anthology of Twentieth-Century French Poetry (Yale University Press, 2004)

### Spanska
- Meteoros, dikt i översättning av Aldo Pellegrini. Ingår i Antología de la poesía surrealista de lengua francesa (Buenos Aires: Compañía General Fabril Editora, 1961)

### Svenska
- ["Dikter"], i översättning av Jon Milos. Ingår i Själens rötter. En antologi samtida kroatisk poesi (Stehag : Gondolin, 2001)